# La Fortaleza (Puerto Rico)
La Fortaleza es la actual residencia oficial del Gobernador de Puerto Rico. Fue construida entre 1533 y 1540 para defender el puerto de San Juan de Puerto Rico. 
La estructura también se conoce como Palacio de Santa Catalina, en honor a Santa Catalina de Alejandría, patrona de la elocuencia, los filósofos, los solteros, las hilanderas, los estudiantes y los dominicos.
La Mansión Ejecutiva es la más antigua en uso continuo en el Nuevo Mundo. Fue catalogado por la UNESCO en 1983 como parte del Patrimonio de la Humanidad y Sitio Histórico Nacional de San Juan en 1966 y en 1960 fue registrado en el Registro Nacional de Lugares Históricos.

## Historia

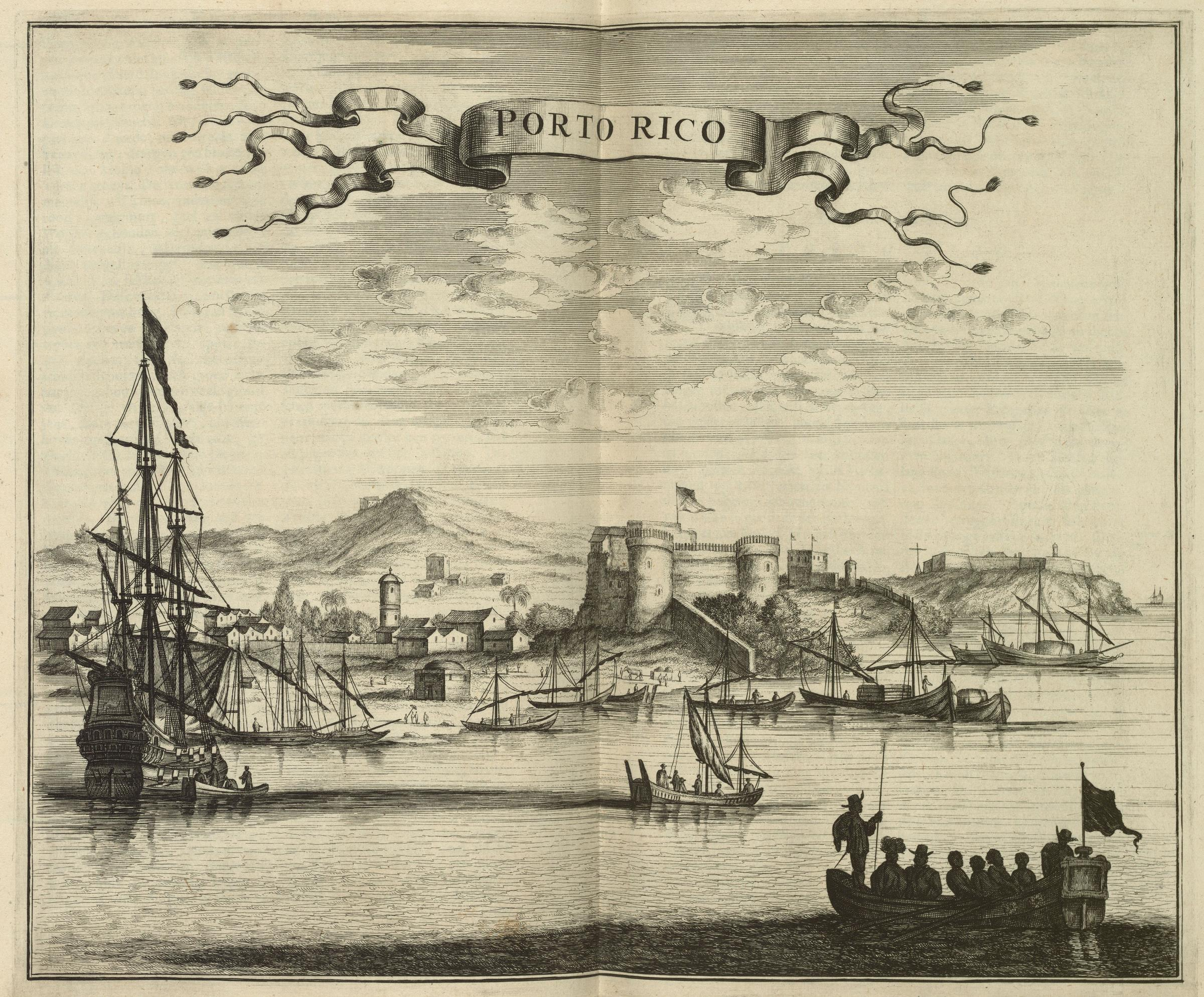
San Juan circa 1671. Vista holandesa de la Ciudad, en primer plano La Fortaleza de tipo medieval

La Fortaleza / Palacio de Santa Catalina fue la primera fortificación construida para defender la ciudad de San Juan y la primera en una serie de fuertes militares, que incluyen al Castillo San Felipe del Morro, Fuerte San Cristóbal y Fortín de San Gerónimo. La construcción fue autorizada por el rey Carlos I de España como medida de protección contra los ataques de indios, corsarios y piratas.
Se comenzó a construir en el 1533 y se terminó en el 25 de mayo de 1540. Inicialmente, la estructura  tipo medieval estaba compuesta de cuatro paredes y un patio interior con una torre circular, conocida como la Torre de Mando. Desde el tope de la torre, el gobernador, siguiendo con la tradición militar, juramentaba posesión al cargo. Luego, una segunda torre, conocida como La Torre Austral, fue construida. Durante el siglo XIX, la Fortaleza experimentó muchas expansiones y mejoras.
Hoy en día, el complejo se compone de varios edificios unidos con las habitaciones de vivienda en el segundo piso y las habitaciones privadas en el tercero. La Fortaleza tiene vista sobre las murallas de San Juan hacia la bahía y contiene jardines con varias piscinas.

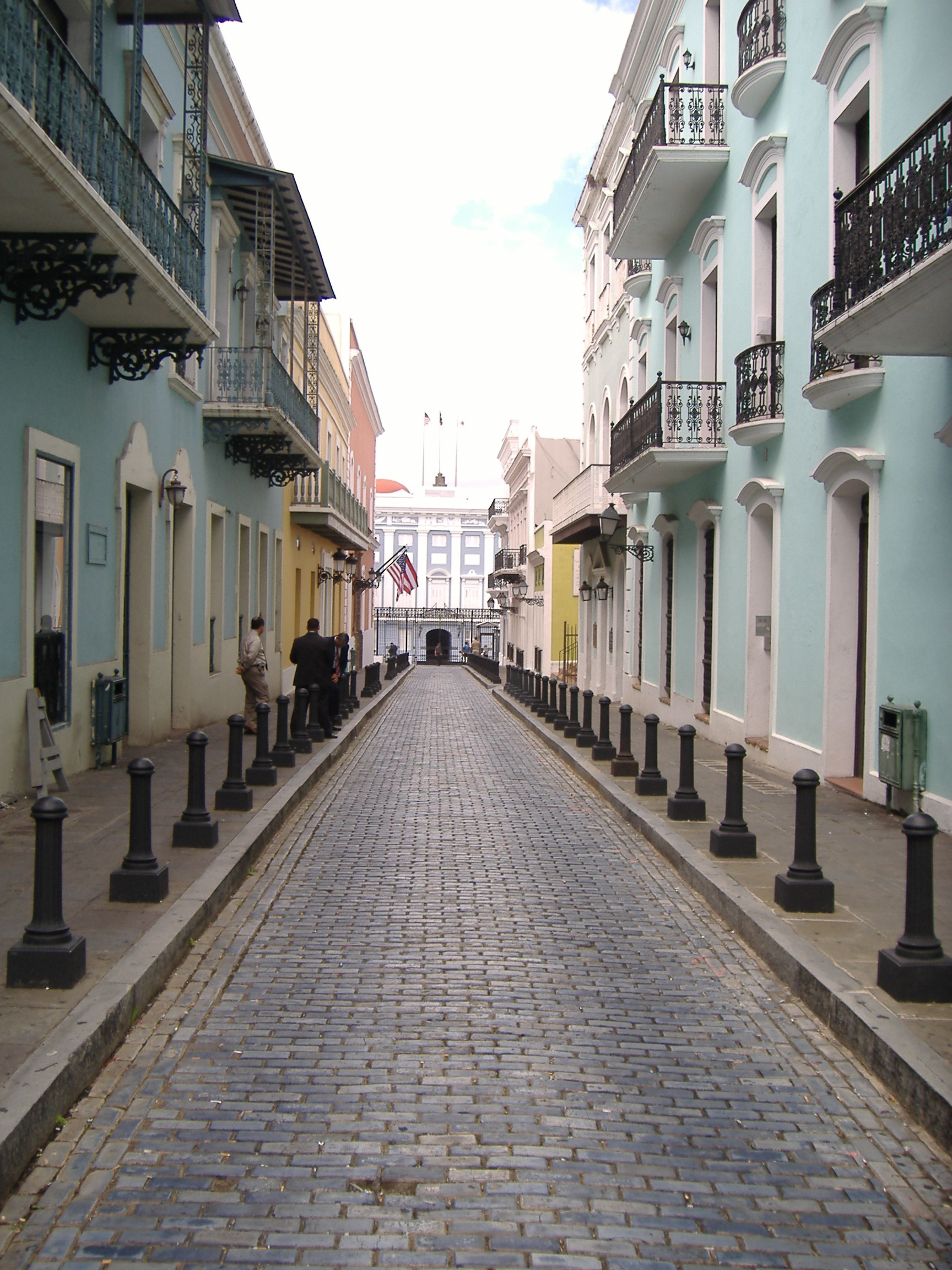
Entrada a La Fortaleza

Desde el siglo XVI, La Fortaleza ha servido como residencia oficial del gobernador, siendo así la mansión ejecutiva de más uso continuo en las Américas. La mansión fue remodelada a fondo en 1846 por las autoridades españolas para adaptar su origen militar a su nueva función puramente administrativa. Aproximadamente 170 gobernantes han ocupado la mansión y ha recibido cientos de dignatarios, entre los cuales figuran el presidente estadounidense John F. Kennedy y su esposa, la primera dama Jacqueline Kennedy, quienes la visitaron en 1961, SS.MM. los Reyes de España Juan Carlos I y Sofía de Grecia en 1987, la reina Juliana de los Países Bajos, la primera ministra del Reino Unido, baronesa Margaret Thatcher, el presidente de Estados Unidos Barack Obama en el 2011, SS.MM. los Reyes de España Felipe VI y Letizia en el 2016, entre otros políticos, jefes de Estado y miembros de la realeza.
La Fortaleza española fue ocupada tres veces por fuerzas invasoras:
- 1598, George Clifford, el conde de Cumberland, atacó la ciudad.
- 1625, Balduino Enrico de Holanda invadió la ciudad y ocupó La Fortaleza.
- 1898, la armada de los Estados Unidos de América invadió y ocupó Puerto Rico, estableciendo un gobierno provisional.

Según la tradición, en 1898, justo antes que Estados Unidos tomara posesión de Puerto Rico tras su victoria en la Guerra hispano-estadounidense, el último gobernador español, Ricardo de Ortega, rompió un reloj con su espada, marcando así la hora y el día en que España perdió el control de la isla. El reloj aún se mantiene en La Fortaleza.
El 30 de octubre de 1950,  héroes nacionalistas puertorriqueños atacaron la mansión, pero fueron arrestados por la policía.

## Actualidad
Entre el  2013 y el 2015,  La Fortaleza / Palacio de Santa Catalina, fue objeto de un gran esfuerzo de rescate patrimonial,  a cargo de la Oficina Estatal de Conservación Histórica de Puerto Rico. El trabajo incluyó desde el cambio de color de la fachada principal hasta  la restauración de la Escalera de Estado y sus ventanas, cuidando que no se perdiera el valor histórico y arquitectónico.

## ¿Sabías que?
En La Fortaleza han vivido 156 gobernadores: 124 bajo el régimen español, 19 bajo el régimen estadounidense y 13 puertorriqueños, 11 electos, uno designado por el presidente de Estados Unidos Jesús T. Piñero y una juramentada por la Constitución de Puerto Rico Wanda Vázquez Garced.
Juan Ponce de León fue el primer gobernador de Puerto Rico. Fue nombrado por la Corona española en 1509.
El Jardín Hundido fue bautizado como Jardín Doña Inés en honor a doña Inés Mendoza, esposa del exgobernador Luis Muñoz Marín, porque ese era su lugar favorito de La Fortaleza, donde vivió durante 16 años.
Sobre La Fortaleza ondean tres banderas: la de Puerto Rico, la de Estados Unidos y la blanca del Gobernador. Cuando la bandera blanca no está izada es porque el mandatario se encuentra fuera del país.
La Torre Homenaje alberga la capilla Santa Catalina, donde resalta un colorido mosaico de 95,000 piexas en honor a la Santísima Trinidad.
Los cuadros que se exhiben en La Fortaleza se encuentran ahí en calidad de préstamo del Instituto de Cultura Puertorriqueña y se cambian de acuerdo al gusto del gobernante de turno.
Originalmente, La Fortaleza estaba pintada de rojo salmón, el color característico de las instalaciones militares de la época. Sus puertas de madera eran verdes y sus  columnas estaban pintadas de blanco con detalles en dorado.
La Fortaleza tiene dos torres: la Torre Astral y la Torre Homenaje, que evidencian que originalmente era una estructura militar.
En el 1956, al destapar un área cubierta con un panel, se descubrió lo que pudiera ser la cocina antigua de La Fortaleza en la Torre Austral.
Se ubica al inicio de la Calle de la Fortaleza, la calle más antigua y de más antiguo nombre de la ciudad.